# Martin Klein
Martin Klein (Tarvastu, 12 de setembro de 1884 – Tarvastu, 11 de fevereiro de 1947) foi um atleta da estoniano, competidor da luta greco-romana.
Participou dos Jogos Olímpicos de 1912, em Estocolmo, representando o Império Russo. Na semifinal da categoria média, protagonizou um dos fatos marcantes desta edição. Na luta com Alfred Asikainen, o embate durou mais de 11 horas e após este tempo, Klein ganhou o confronto, porém, devido ao cansaço da semifinal, não participou da luta final, deixando a vitória para Claes Johanson, contentando-se com a medalha de prata.